# برنوف
بَرْنوف  أو كَوْشَر أو بْلوشِيَة (الاسم العلمي: Pluchea)، جنس نباتات حولية عشبية مُزهرة دائمة الخضرة، وشُجيرية من فصيلة النجمية.